# Quercus motuoensis
Quercus motuoensis — вид рослин з родини букових (Fagaceae), поширений у Китаї.

## Опис
Це дерево заввишки до 30 метрів. Гілочки темні, борозенчасті, з багатьма круглими білими сочевицями. Листки від довгастих до овально-еліптичних, ± шкірясті, безволосі, 7–10 × 3–4 см; верхівка хвостата; основа округла, злегка коса; край цілий або слабозубчастий біля верхівки; ніжка листка гола, 15–20 мм. Жолуді поодинокі або парні, у діаметрі 15 мм, верхівка пригнічена; чашечка охоплює 1/2 горіха, у діаметрі 15 мм, з 6 концентричними кільцями злегка зубчастих лусок; дозрівають у перший рік.

## Середовище проживання
Населяє Китай (Південно-Східний Тибет). Росте на висотах до 1700 метрів, у широколистяних лісах.